# Yann Tivoli
Pour les articles homonymes, voir Tivoli (homonymie).
Pas d'image ? Cliquez ici

a Compétitions nationales et continentales officielles uniquement.

Dernière mise à jour le 3 août 2025.
Yann Tivoli, né le 23 janvier 1992 à Cannes, est un joueur français de rugby à XV qui évolue au poste de deuxième ligne.

## Biographie
Né à Cannes,, Yann Tivoli pratique le rugby à XV intègre le RO Grasse, dès 1998, puis le Rugby Nice Côte d'Azur en 2010.
Après avoir rejoint l'école de rugby du club professionnel de l'US Dax en 2012, il intègre le centre de formation pour la saison 2014-2015.
En 2015, alors qu'il n'a disputé aucune rencontre avec l'équipe première dacquoise en Pro D2, il fait son retour au RO Grasse, évoluant alors en Fédérale 1.
Il intègre ensuite le Stade niçois en 2018, toujours en Fédérale 1. Avec le club maralpin, il participe à l'édition inaugurale du championnat de Nationale, avec lequel il joue les premières places ; les Niçois s'inclinent à domicile en demi-finale contre le RC Narbonne, manquant la promotion en Pro D2.
Tivoli signe son premier contrat professionnel avec le Stade aurillacois à compter de la saison 2021-2022 de Pro D2, signé en février 2021 pour deux années. Il joue son premier match officiel au niveau professionnel le 10 septembre, sur le terrain du Colomiers Rugby,. Après deux saisons durant lesquelles il est gêné par les blessures, son contrat n'est pas prolongé.
Il fait alors son retour au Stade niçois, évoluant toujours en Nationale. En tant que l'un des éléments cadres de l'équipe, il participe à la saison 2023-2024 conclue par un titre de champion de France, synonyme de montée en Pro D2. La saison suivante, marquée par une longue absence sur blessure et peu de matchs disputés pour Tivoli, se termine avec une relégation directe.
Tivoli fait alors un nouveau retour dans son club formateur de Grasse, cette fois en Fédérale 2.

## Palmarès
- Championnat de France de Nationale :
  - Champion : 2024.